# コーリー・ブラウン (ラグビー指導者)
コーリー・ブラウン（Corey Brown）は、ニュージーランドのラグビーユニオン指導者。兄のトニーもラグビーユニオン指導者(現・ハイランダーズヘッドコーチ)。

## 略歴
オタゴ、ハイランダーズなどのコーチ。を歴任して、2018年、サンウルブズのアタックコーチに就任。
翌2019年、宗像サニックスブルースのヘッドコーチに就任。
2021年、宗像サニックスブルースのヘッドコーチを退任した。